# 张国刚 (1956年)
张国刚（1956年6月—），男，安徽安庆人，教育部“长江学者”特聘教授，清华大学历史系教授。

## 生平
1956年6月生於安徽省安慶市。1979年毕业于安徽师范大学历史系，1982年于南开大学历史系硕士研究生毕业，1988年获南开大学历史学博士学位。1989年至1994年、1996年至1998年留学欧洲，并在德国特里尔大学执教。1998年9月起任南开大学历史系主任。2004年调入清华大学历史系教授。2022年1月，入选清华大学第二批文科资深教授。

## 学术贡献
主要从事中国古代史、中西文化交流史及史学理论的研究工作，主持国家社科基金青年项目、教育部回国留学人员基金项目、教育部九五重大课题项目、国家社科基金“十五”重点项目、国家重点实验室研究项目等课题多项。入选国家人事部“百千万人才工程”、清华大学“985百人计划”和教育部“长江学者奖励计划”特聘教授。

## 社会兼职
教育部历史教学指导委员会委员，中国唐史学会会长，中国中外关系学会副会长。

## 作品

### 专著
- 《唐代官制》（1987年，三秦出版社）
- 《唐代藩镇研究》（1987年，湖南教育出版社）
- 《唐代政治制度研究论集》（1994年，台北文津出版社）
- 《德国的汉学研究》（1994年，中华书局）
- 《中西文明的碰撞》（1996年，华夏出版社）
- 《明清传教士与欧洲汉学》（合著）（2001年，华夏出版社）
- 《佛学与隋唐社会》（2002年，河北人民出版社）
- 《中国学术史》（合著）（2002年，东方出版中心）
- 《从中西初识到礼仪之争——明清传教士与中西文化交流》（2003年，人民出版社）
- 《中西文化交流史》（2006年，高等教育出版社）
- 《启蒙时代欧洲的中国观：一个历史的巡礼与反思》（第一作者）（2006年，上海古籍出版社）
- 《中国史话·社会风俗系列：家庭史话》（2012年，社会科学文献出版社）
- 《中国史话·交通与交流系列：中西交流史话》（2012年，社会科学文献出版社）
- 《文明的对话：中西关系史论》（2013年，北京师范大学出版社）
- 《唐代家庭与社会》（2014年，中华书局）
- 《〈资治通鉴〉》与家国兴衰》（2016年，中华书局），2017年入选“2016中国好书”[6]
- 《大唐气象：制度、家庭与社会》（2017年，三联书店）
- 《胡天汉月映西洋：丝路沧桑三千年》（2019年，北京三联出版社），入选2019年度中国出版协会好书、2019年度光明书榜
- 《中西文化关系通史》（2019年，北京大学出版社）
- 《治术：周秦汉唐的经世之道》（2020年，中华书局）

### 编著
- 《隋唐五代史研究概述》（1996年，天津教育出版社）
- 《中国中古史论集》（2003年，天津古籍出版社）
- 《家庭史研究的新视野》（2004年，三联书店）
- 《中国家庭史（全5卷）》（2007年，广东人民出版社）

### 译著
- 《与中国作跨文化的对话》（德国卜松山）（合译）（2000年，中华书局）

## 奖励与荣誉
- 2006年，获全国高等学校第四届人文社会科学研究优秀成果二等奖[7]
- 2008年，获第十届北京市哲学社会科学优秀成果一等奖[8]
- 2009年，获全国高等学校第五届人文社会科学研究优秀成果一等奖[9]
- 2020年，获第十五届“文津图书奖”[10]
- 2020年，获第三届清华大学“王步高通识教育奖”[11]
- 2024年，获第九届高等学校科学研究优秀成果奖（人文社会科学）二等奖[12]